# 4MLinux
4MLinux è una distribuzione Linux, indipendente, progettata sia per sistemi a 32 bit che 64 bit. Il nome "4MLinux" deriva dalla presenza di 4 componenti principali per il sistema operativo: dall'inglese, "Maintenance", "Multimedia", "Miniserver", "Mystery".
La distribuzione è stata sviluppata in Polonia, il primo release è del 2010. Trattandosi di una distribuzione Linux indipendente non ha a disposizione un gestore di pacchetti e fa uso di JWM come gestore delle finestre (window manager). Presenta alcuni software preinstallati fra cui Conky e Wine, quest'ultimo ha lo scopo di permettere il funzionamento su Linux dei programmi sviluppati per il sistema operativo Microsoft Windows. Lo scopo di questa distribuzione è essere molto leggera, richiedendo poche risorse hardware.

## Requisiti di sistema
I requisiti minimi di funzionamento sono 128 MB di RAM quando 4MLinux è installato su disco, 1-1,5 GB di RAM quando è avviato in modalità Live CD/USB. Per la versione 4MServer circa il doppio ovvero 256 MB di RAM in caso di installazione persistente, 2-3 GB di RAM in modalità Live.